# Bordeta
Bordeta là một chi bướm đêm thuộc họ Geometridae.

## Các loài
- Bordeta quadriplagiata Walker, [1865]